# Саборна црква у Крагујевцу
Саборна црква успења Пресвете Богородице у Крагујевцу је прва црква израђена у византијско-романском стилу у ослобођеној Србији. Припада Епархији шумадијској Српске православне цркве. Црква представља непокретно културно добро као споменик културе, одлуком Владе РС бр. 633-7570/2005 од 01. 12. 2005.  године Сл.Гл. РС бр. 108/2005. од 06.12.2005. године.
12. јула 1869. године малолетни кнез Милан Обреновић, положио је темељ цркве. У периоду од 1872. - 1879. године, нису извођени никакви радови. На крају 1879. године, су се нашла средства за наставак градње. Изградња храма је завршена 1884.

## Архитектура цркве
Црква је зидана је од камена и опеке по пројекту Андреје Андрејевића једног од првих српских архитекта.  пројекат, као и сам објекат, рађен је у духу руске националне школе, која је, заједно са тадашњом обновом српског стила, била увод у српско-византијски концепт по рецептури Ханзеове школе. Црква је облика уписаног крста са пет купола, од којих су мање осмоугаоне, а централна, највећа је и постављена на тамбур. Карактеристична је по архитектонским елементима лантерни на куполи, правоугаоној олтарској апсиди, галерији на западном прочељу, јединственим за црквено градитељство тог тога времена у Србији.
Пројектујући Саборну цркву Андреја Андрејевић је вратио сакралну архитектуру њеним коренима у византијској архитектури и означио тиме крај превласти барока. Саборна црква у Крагујевцу је прва црква изграђена у византијско-романичком стилу у ослобођеној Србији, што јој, поред осталог, даје посебно место у српској архитектури друге половине 19. века.

### Андреја Андрејевић
Андреја Андрејевић  био је један од првих српских архитеката, инжењер и начелник Министарства грађевина Кнежевине Србије. Од 1871. био је члан Српског ученог друштва, а од 1892. почасни члан Српске краљевске академије. Био је међу младићима које је кнез Михаило слао на школовање у европске универзитетске центре, где је изучио инжењерске науке и архитектуру.

## Историја
Када је 1818. године кнез Милош Обреновић за престоницу одабрао Крагујевац, једна од првих ствари којој је посвећена пажња била је подизање цркве, задужбине једног српског владара по први пут након пропасти Деспотовине. Кнез је своју цркву сазидао на старом гробљу и посветио Силаску Светог Духа, то је данашња Стара црква.
План за изградњу нове – Саборне цркве израђен је 1866. године. Одборници крагујевачке општине  су донели решење које је упућено ондашњем Начелству Округа Крагујевачког, а у којем исказују жељу да се црква изгради и да технички надзор врши инжењер Андрија Андрејевић. Као почетак градње одређен је, 29. јун 1869. године (12. јули по старом календару). Камен темељац је, у присуству митрополита Михаила Јовановића, положио тада још малолетни кнез Милан Обреновић. План цркве је израдио инжињер Андрија Андрејевић, а за извођача радова одређен је Светозар Таназевић.
Изградња цркве се одвијала под чудним околностима које су се не ретко решавале судским путем. Убрзо након почетка радова, 1871. године избио је сукоб између надзорног општинског инжињера Андрејевића и предузимача Таназевића и то приликом обрачуна зараде предузимача, јер је исти сматрао да му надзорни инжењер закида при исплати. Комисија је просудила да је инжењер био у праву. У периоду од 1872. до 1879. године радови на изградњи цркве су стали због недостатка средстава. Када су се 1879. нашла средства градња је настављена и храм је завршен 1884. године. Због многобројних неспоразума и проблема она је завршена тек након 15 година.

## Галерија
- Улаз
- Живопис
- Живопис
- Живопис
- Живопис